# August-Bebel-Straße (Leipzig)
Die August-Bebel-Straße ist eine Hauptstraße in der Leipziger Südvorstadt, die etwa 1,2 Kilometer in Nord-Süd-Richtung parallel zur Karl-Liebknecht-Straße als Fortsetzung der Dufourstraße über die Kurt-Eisner-Straße und mehrere Querstraßen bis zur Richard-Lehmann-Straße verläuft.
Die Straße wird geprägt durch großzügige Wohnbebauung aus der Zeit des Historismus und des Jugendstils.

## Geschichte

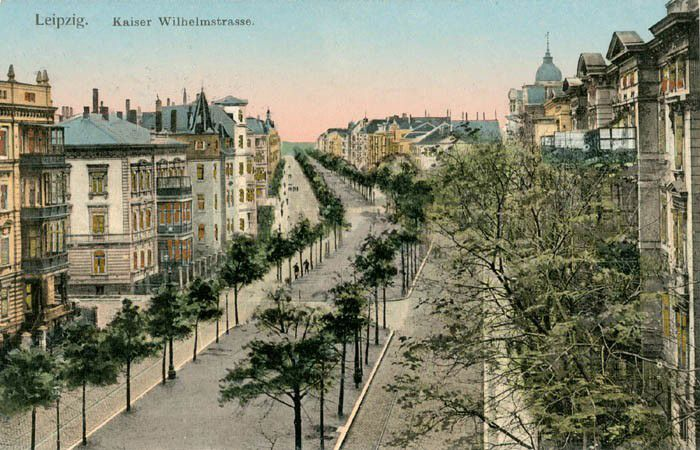
Die damalige Kaiser-Wilhelm-Straße auf einer Postkarte von 1911

Die August-Bebel-Straße entstand während der Erweiterung der Stadt Leipzig gegen Ende des 19. Jahrhunderts als großzügig angelegte Allee, da der „Allgemeine Bebauungsplan für die Südseite der Stadt“ aus den 1860er Jahren sie als westliche Großstraße neben der Südstraße (heutige Karl-Liebknecht-Straße) vorsah.
Am 1. August 1945 wurde die Kaiser-Wilhelm-Straße in August-Bebel-Straße umbenannt. Damit wurde der Drechslermeister und Mitbegründer der deutschen Sozialdemokratie August Bebel (1840–1913) geehrt, der von 1860 bis 1881 in Leipzig lebte.
Ab dem 28. Oktober 1889 wurde sie an das Leipziger Straßenbahnnetz angeschlossen. Die Straße wurde eine wichtige weitere Verkehrsverbindung zwischen dem Innenstadtring und Connewitz. Im Zweiten Weltkrieg gab es während der Luftangriffe auf Leipzig vereinzelte Volltreffer insbesondere an der Ecklage zur Arndtstraße, die später ab den 1960er-Jahren durch Lückenfüller ersetzt wurden. Größtenteils blieb die Bebauung aber intakt. Nach der Wiedervereinigung wurde die marode Altbausubstanz nahezu vollständig saniert.
Am 9. Oktober 1999 wurde der Straßenbahnbetrieb durch die August-Bebel-Straße vollständig eingestellt. Jahrzehnte zuvor wurde zwischen 1946 und 1949 der Streckenabschnitt von der Kurt-Eisner-Straße nach Connewitz abgebaut. Reste der Gleisanlagen bestanden noch bis in die 2010er-Jahre.

## Bebauung

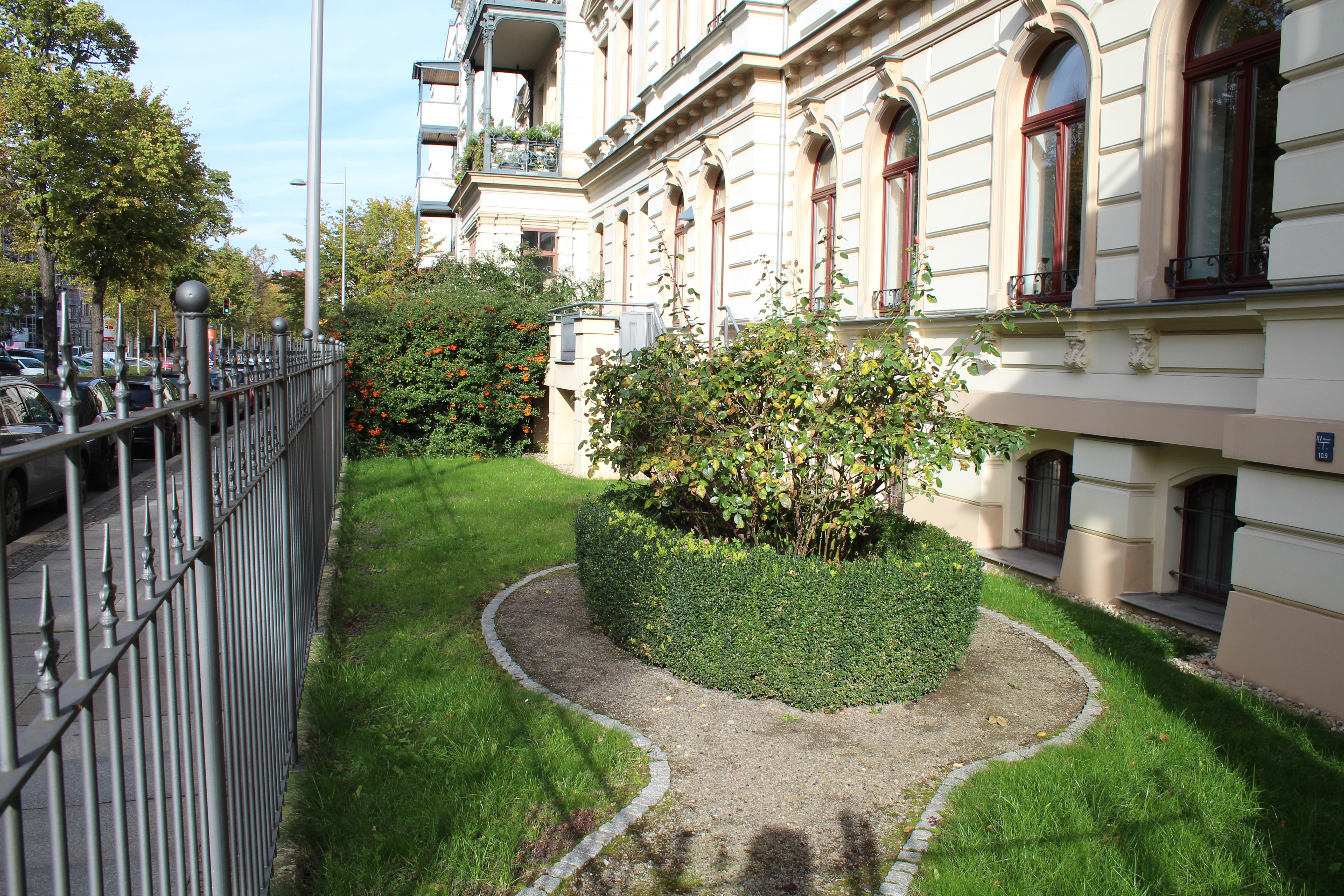
Einer der Vorgärten auf der Ostseite

Die von einer mittigen Doppelbaumreihe dominierte Straße wird durch eine Vielzahl von baugeschichtlich wertvollen Gebäuden bestimmt. Sie beginnt an einer platzartigen Kreuzung mehrerer Seitenstraßen und wird durch repräsentative Mietshäuser geprägt, wie das Eckhaus Mahlmannstraße 16 aus dem Jahr 1880, welches das Café Grundmann beherbergt. Als eine Besonderheit besitzen nahezu sämtliche Altbauten Vorgärten oder Einfriedungen.
Insbesondere die Eckbauten an der Kreuzung zur Kurt-Eisner-Straße gaben der Straße durch ihre komplexe und aufwendige Dachgestaltung ein repräsentatives Gesamtbild. Diese Dachlandschaften sind heute in teils vereinfachter Form wieder aufgebaut.

Impressionen in der August-Bebel-Straße
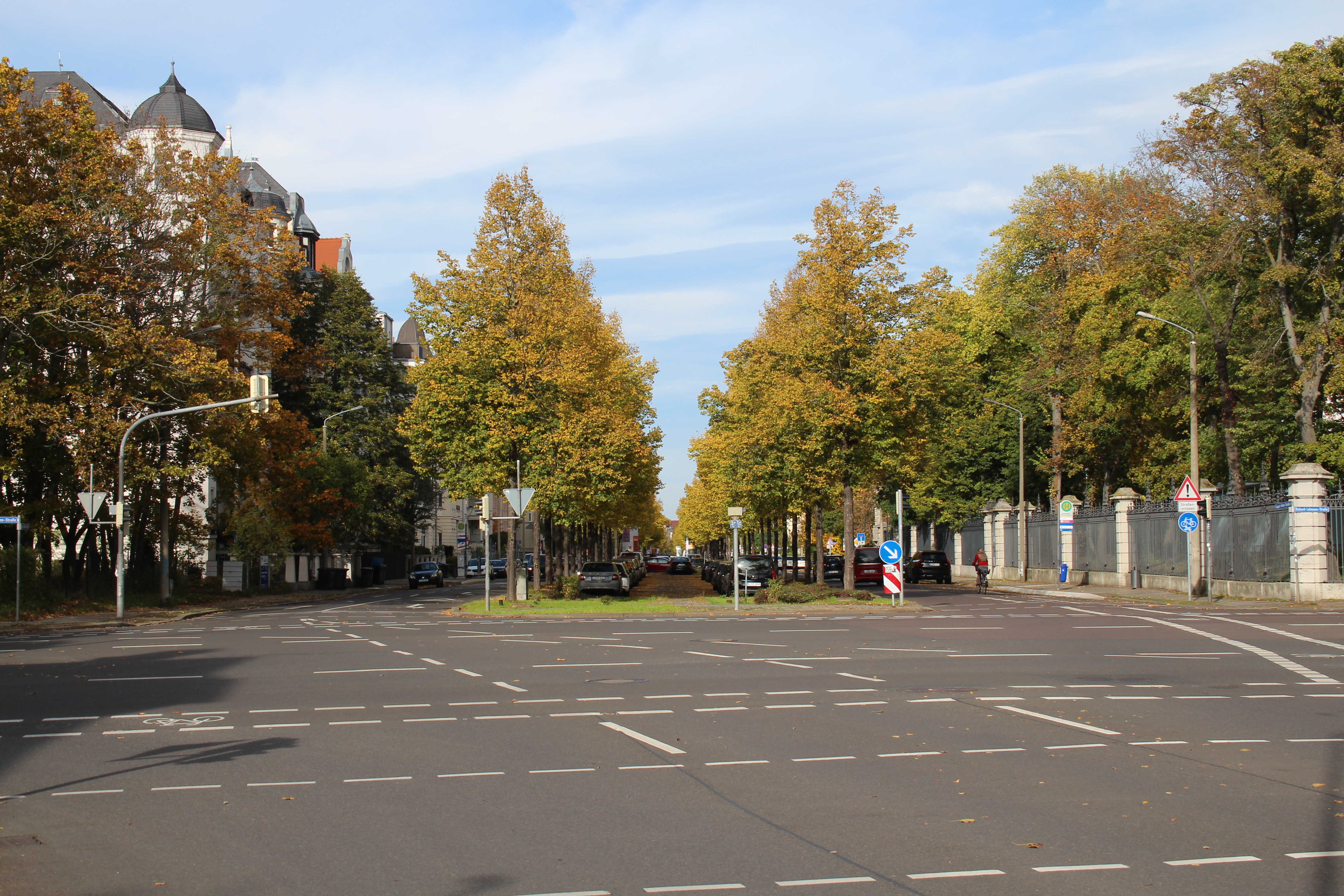
Südbeginn der Straße an der Richard-Lehmann-Straße
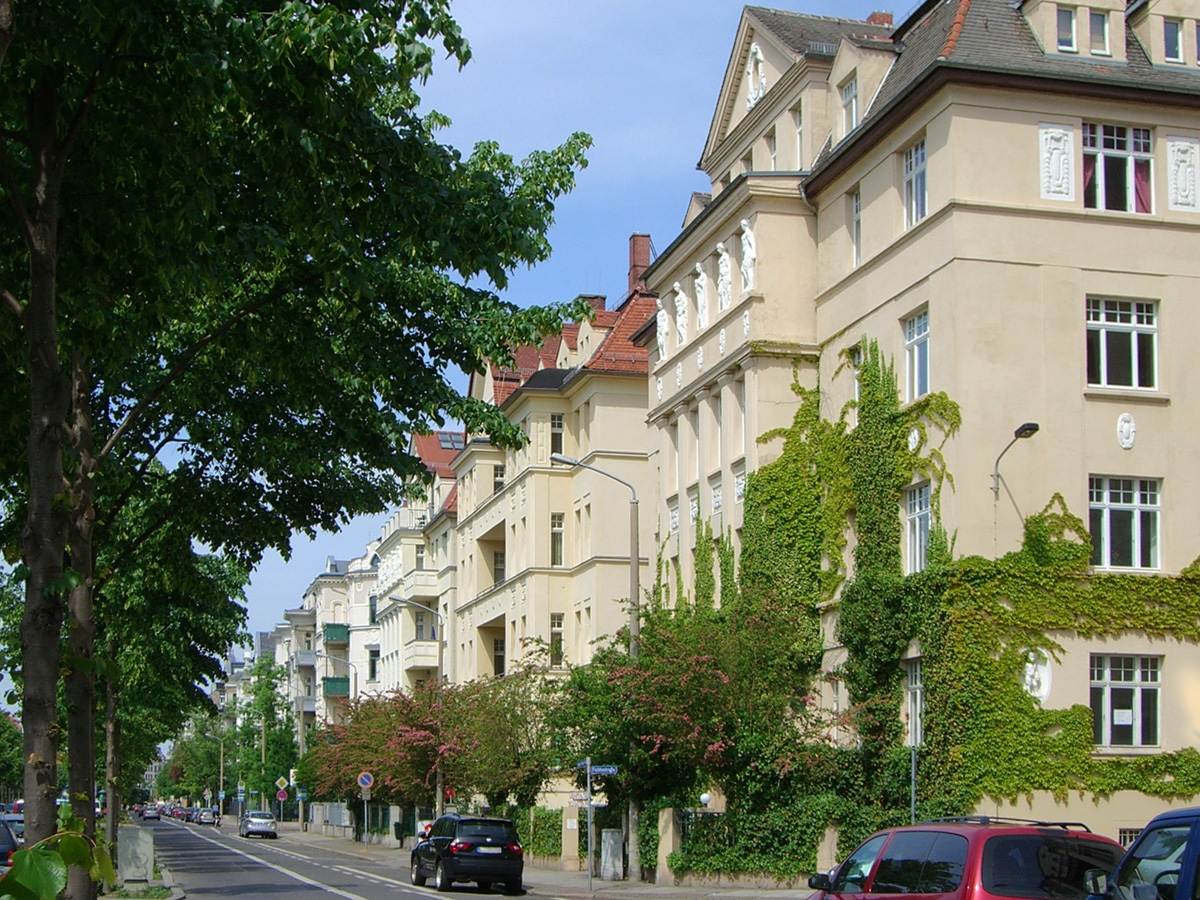
Südlicher Teil Straße
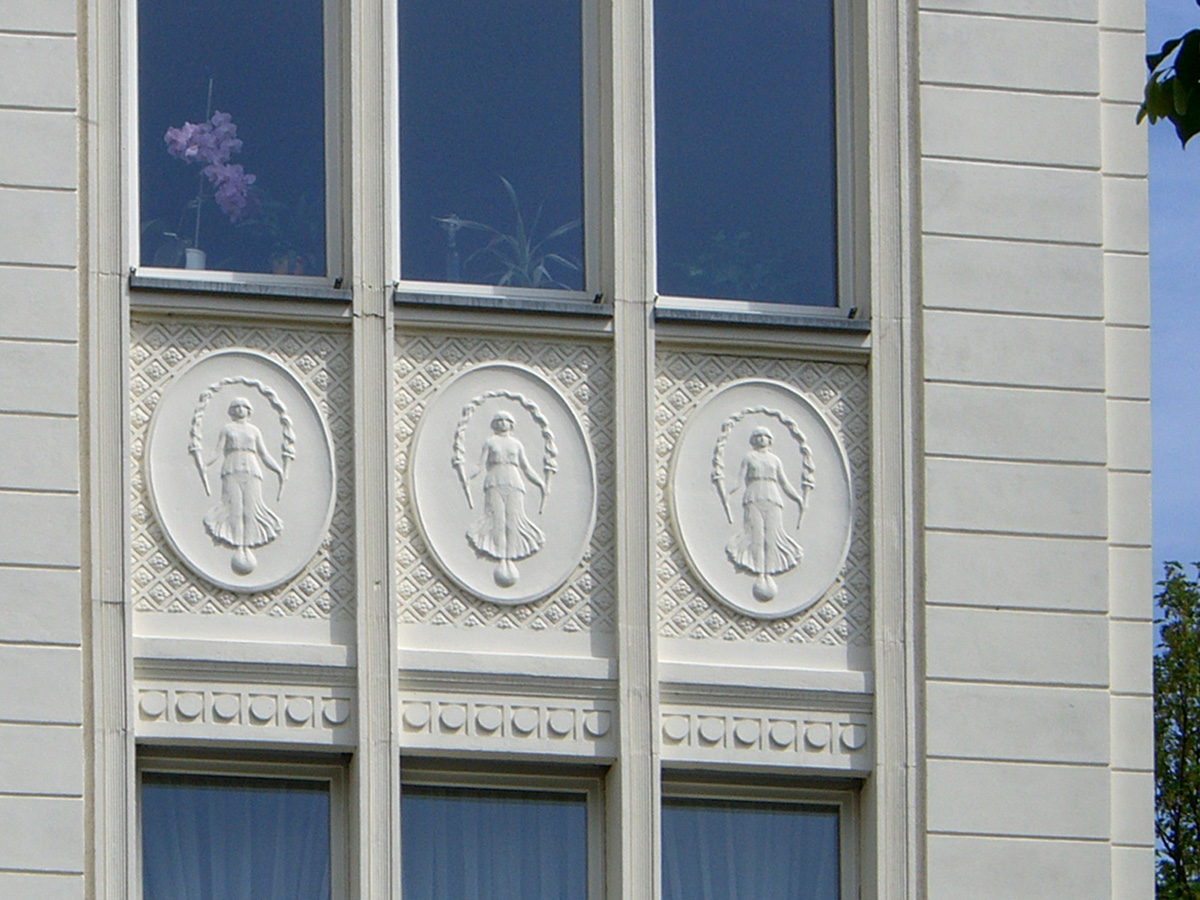
Fassadendetail
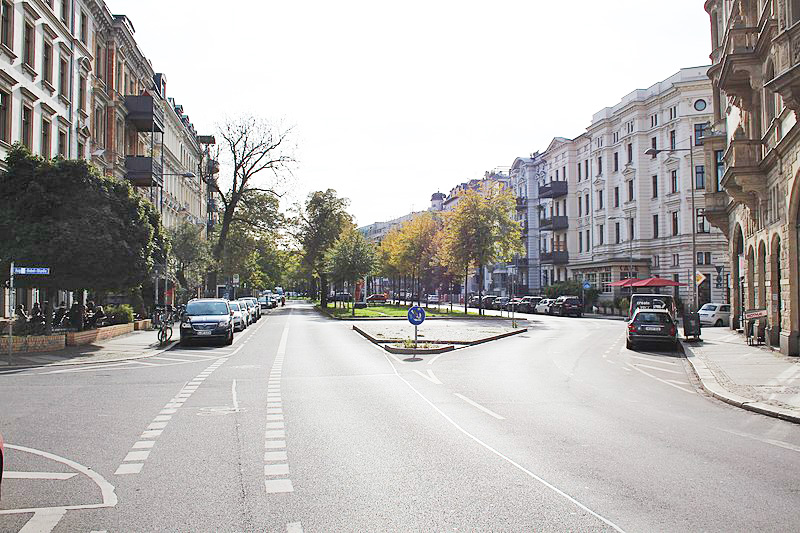
Platzartige Kreuzung am Nordende
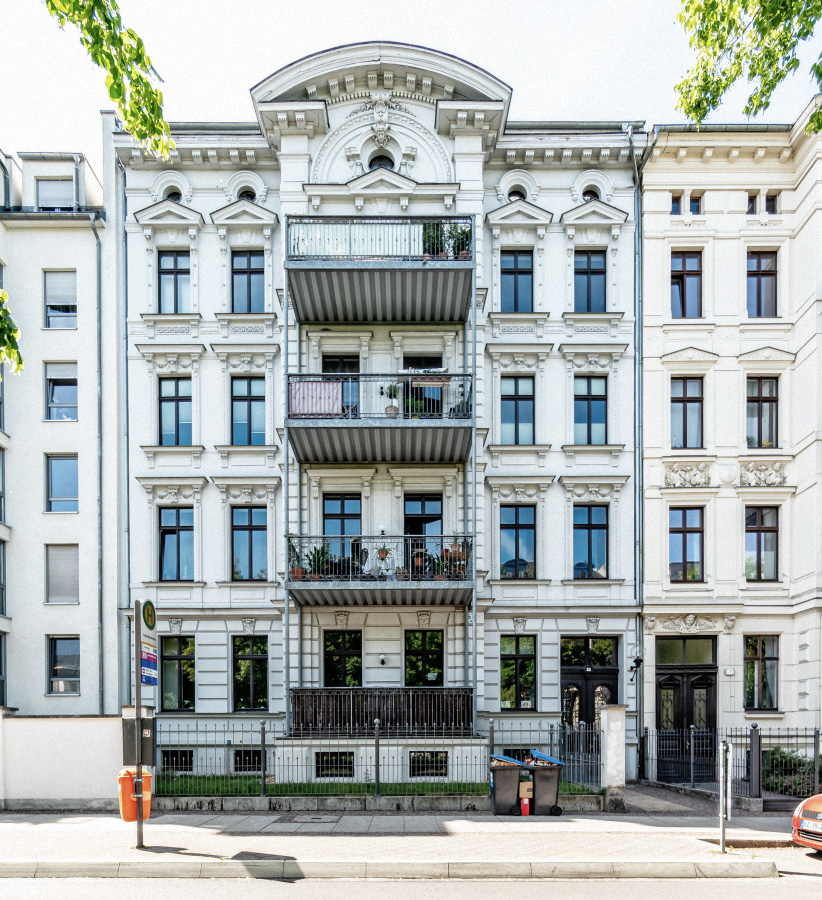
Mietshaus von 1881